# 芬坦·麦卡锡
芬坦·麦卡锡（英語：Fintan McCarthy，1996年11月23日—），爱尔兰男子赛艇运动员。他曾代表爱尔兰参加2020年夏季奥林匹克运动会赛艇比赛，获得男子轻量级双人双桨金牌。